# .li
.li is het achtervoegsel van domeinen van websites uit Liechtenstein.